# Determinismo histórico

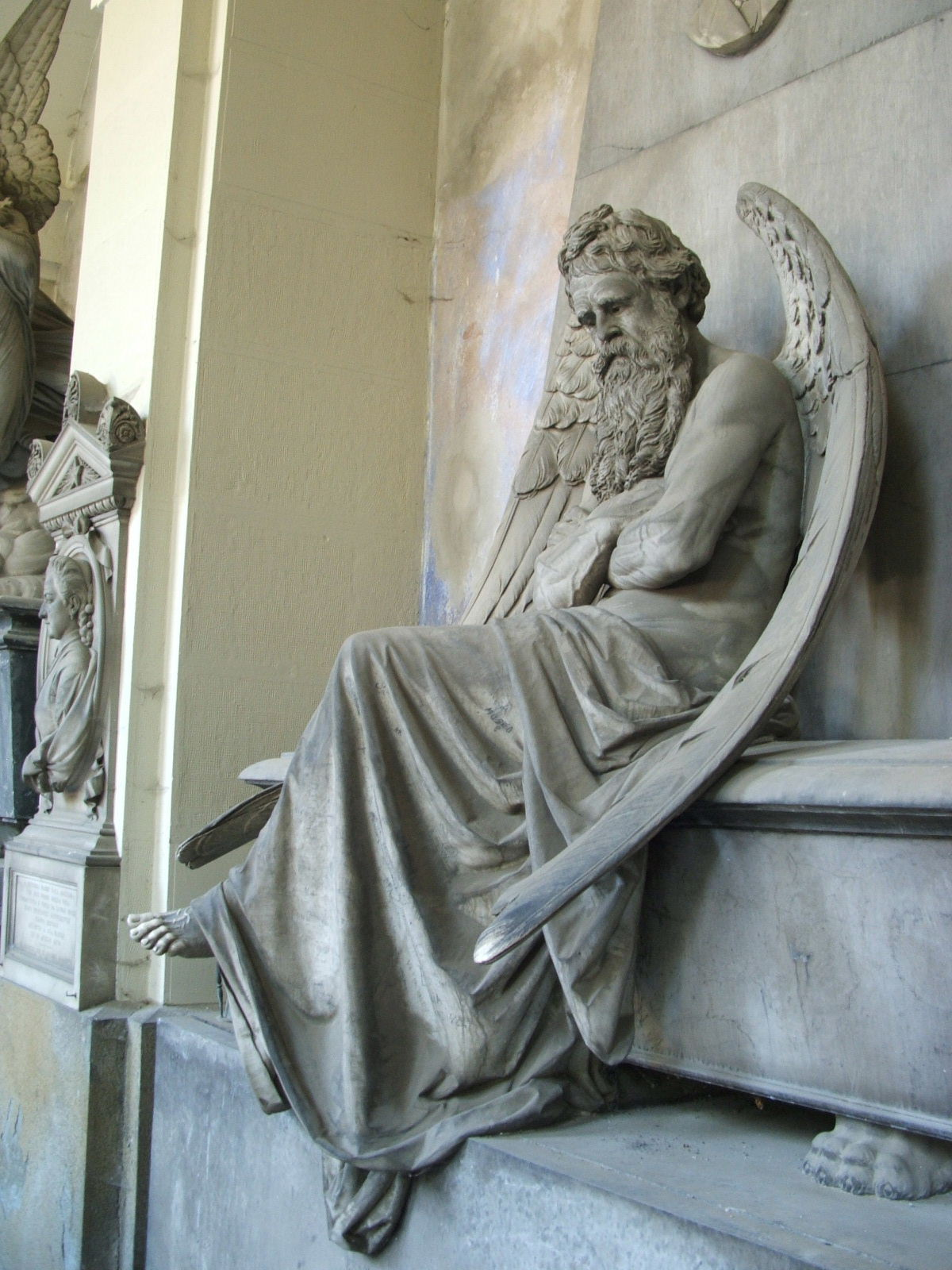
A ideia de determinismo histórico está ligada a reflexões filosóficas sobre o tempo e a história, presentes desde a Antiguidade.
Na imagem, escultura de Chronos, divindade da mitologia grega associada ao tempo e ao Destino, esculpida por Santo Saccomanno no final do século XIX. A obra está localizada no Cemitério Monumental de Staglieno, em Gênova.

O determinismo histórico é um conceito na filosofia da história baseado na ideia de que todo evento tem causas anteriores — diferentemente da teleologia, que vê os eventos como orientados por um propósito futuro, ou do voluntarismo, que os atribui à ação consciente e deliberada.
O determinismo é aplicado em muitas áreas: determinismo biológico, geográfico, linguístico, social, psicológico, tecnológico, entre outras. O conceito surgiu durante o século XIX, ao mesmo tempo que o do individualismo, com o qual contrasta. A partir daí, surge uma questão central — explícita ou implícita: a liberdade humana. Apesar de suas diferenças, as abordagens deterministas compartilham a ideia de que certos fatores moldam a existência humana, limitando seu livre-arbítrio.
O determinismo histórico se torna especialmente relevante nas ciências sociais e na historiografia, quando os historiadores passam a buscar explicações mais profundas para os eventos, além da simples descrição. Parte-se da ideia de que os acontecimentos não ocorrem por acaso.
É importante distinguir duas abordagens distintas. A dos historiadores, que analisam de forma científica os fatores que levam, involuntariamente, a certos eventos; e a dos ideólogos, que interpretam a história como portadora de um sentido intrínseco. A expressão "determinismo histórico" refere-se especialmente a esta última visão. Ela, por sua vez, pode ser subdividida conforme o contexto histórico: antes do humanismo, os eventos eram interpretados como parte de um plano superior — expressão do destino, da natureza ou da vontade divina; após o humanismo, o significado passa a ser atribuído aos próprios acontecimentos, como o progresso científico ou técnico.
Em meados do século XIX, Marx e Engels desenvolveram esse segundo significado, através de seu conceito de materialismo histórico. Para eles, a história pode ser moldada conscientemente por meio da ação coletiva — a revolução. No final do século, sob a influência de Augusto Comte, surgem as ciências humanas ( sociologia, psicologia, história), que buscam analisar o comportamento humano de forma objetiva, cada uma com seu próprio modo de entender o determinismo.
No final do século XX, o espírito positivista que inspirava as ciências humanas tende a esmaecer em favor de um certo relativismo — marcando a transição da modernidade para a pós-modernidade. Pesquisadores passam a valorizar a interdisciplinaridade e o conceito de determinismo perde espaço, sendo substituído por novos modelos de pensamento, que oscilam entre dois polos: sentido e absurdo. Alguns recuperam os conceitos de indivíduo e livre-arbítrio, enquanto outros enfatizam o indeterminismo, a incerteza, o acaso, a desordem — até mesmo o caos. Entre esses extremos, surgem análises que propõem que um mesmo evento pode ter múltiplas interpretações e significados. Assim, os diferentes tipos de determinismo passam a ser vistos como interdependentes. Como resultado, as fronteiras entre conceitos como “determinismo histórico” e “determinismo psicológico” tornam-se cada vez mais difusas.

## Mudanças de significado
Assim como outros conceitos, o determinismo histórico tem origens antigas e seu significado foi se transformando ao longo do tempo. A forma como os seres humanos compreendem a passagem do tempo varia significativamente — dependendo, por exemplo, de estarem organizados segundo os ciclos naturais, como as estações do ano, ou da maneira como interpretam o nascimento e a morte, vistos como limites que marcam o início e o fim da existência.
Embora a ideia de relação entre causa e efeito sempre tenha acompanhado a história da humanidade, o sentido atribuído a essa relação se modificou consideravelmente ao longo dos séculos. De forma geral, podem-se distinguir quatro grandes formas de compreender o determinismo ao longo do tempo. Na fase das origens, o fator determinante era entendido como algo que transcendia a vontade humana — forças divinas ou natureza que regiam os acontecimentos. Em seguida, na fase da emergência, entre os séculos XVIII e XIX, o determinismo passou a ser concebido como imanente, ou seja, interno ao mundo humano e, em princípio, regulável. Já na fase do desenvolvimento, ao longo do século XIX, mesmo sendo visto como imanente, o determinismo começou a parecer difícil de controlar, revelando suas limitações. Por fim, a partir do século XX, tem início a fase da contestação: o determinismo passa a ser considerado apenas um entre diversos fatores explicativos, e, em alguns contextos, chega a ser visto como secundário ou até irrelevante.